# MS Włocławek
MS Włocławek – jeden z rorowców typu B488 zbudowanych w Stoczni im. Komuny Paryskiej w Gdyni w 1989 roku.
Był ostatnim z serii pięciu rorowców, zamówionych przez Polskie Linie Oceaniczne z przeznaczonych do obsługi linii śródziemnomorskiej. Pozostałe statki to: Chodzież, Dębica, Tychy i Żerań zbudowane do końca 1988 roku.
Od roku 1993 był dzierżawiony przez POL-Levant. W 2002 roku na skutek restrukturyzacji w grupie PLO stał się własnością spółki POL-Euro (razem z drobnicowcami MS Bochnia i MS Chełm). W 2003 roku wraz z bliźniaczą jednostką MS Tychy, został wyczarterowany przez Ministerstwo Obrony Wielkiej Brytanii do transportu wojska w rejon Zatoki Perskiej. W 2005 roku Włocławek, wspólnie z MS Chodzież przewoziły z Włoch do Francji części kadłuba samolotu Airbus A380. 
W październiku 2007 roku statek został wydzierżawiony przez kanadyjskie dowództwo wsparcia operacyjnego (Canadian Operational Support Command – CANOSCOM), stanowiące część składową sił zbrojnych tego państwa i odpowiadające m.in. za dostarczanie zaopatrzenia, naprawę sprzętu wojskowego, komunikację, służby medyczne i żandarmerię wojskową. Jego pierwszym zadaniem było przewiezienie z niemieckiego portu Bremerhaven 15 czołgów C2A6 Leopard 2 dla kanadyjskich oddziałów stacjonujących w Afganistanie. Przewoził także wojska kanadyjskie na manewry na Jamajce w 2008 roku. 
W lipcu 2009 roku zakończył się czarter statku przez kanadyjskie siły zbrojne. W 2009 roku Włocławek przebywał od 20 lutego do 15 marca w Szczecinie, a od 15 maja do 21 września w Gdyni, gdzie przechodził remont (w czarterze zastąpił go M/S Żerań). Zimą tego samego roku spółka POL-Levant przestała dzierżawić statek od spółki POL-Euro. 
W styczniu 2010 roku Włocławek ponownie został wyczarterowany przez kanadyjskie Ministerstwo Obrony Narodowej. Po trzęsieniu ziemi na Haiti, w dniu 12 stycznia 2010 roku, statek został włączony do kanadyjskiej operacji „Hestia”, której celem jest niesienie pomocy humanitarnej dla mieszkańców wyspy dotkniętej kataklizmem.
W 2013 statek został sprzedany na złom i następnie zezłomowany w Alang w Indiach.